# South Muskham
South Muskham – wieś i civil parish w Anglii, w Nottinghamshire, w dystrykcie Newark and Sherwood. W 2011 civil parish liczyła 494 mieszkańców. South Muskham jest wspomniana w Domesday Book (1086) jako Muscham.